# 換氣不足
換氣不足（Hypoventilation）或稱呼吸抑制（Respiratory depression），是指當呼吸困难，吸入的氧氣和排出的二氧化碳不足以維持氣體交換。換氣不足可能導致呼吸中止。換氣不足往往是管理呼吸系统的小脑受到损伤或者因药物麻痹而不能正常运转從而的出現神经性衰弱引起。